# Улица Богатырский Мост
У́лица Богаты́рский Мост — улица в Восточном административном округе города Москвы на территории района Богородское; продолжение 6-го Лучевого просека. Пролегает между Богородским шоссе и Белокаменным шоссе. После Белокаменного шоссе улица продолжается уже как 1-й Белокаменный проезд. Является границей Лосиного острова.
Нумерация домов ведётся от Богородского шоссе.
Названа 29 февраля 1928 года по Богатырскому мосту, по которому проходит.

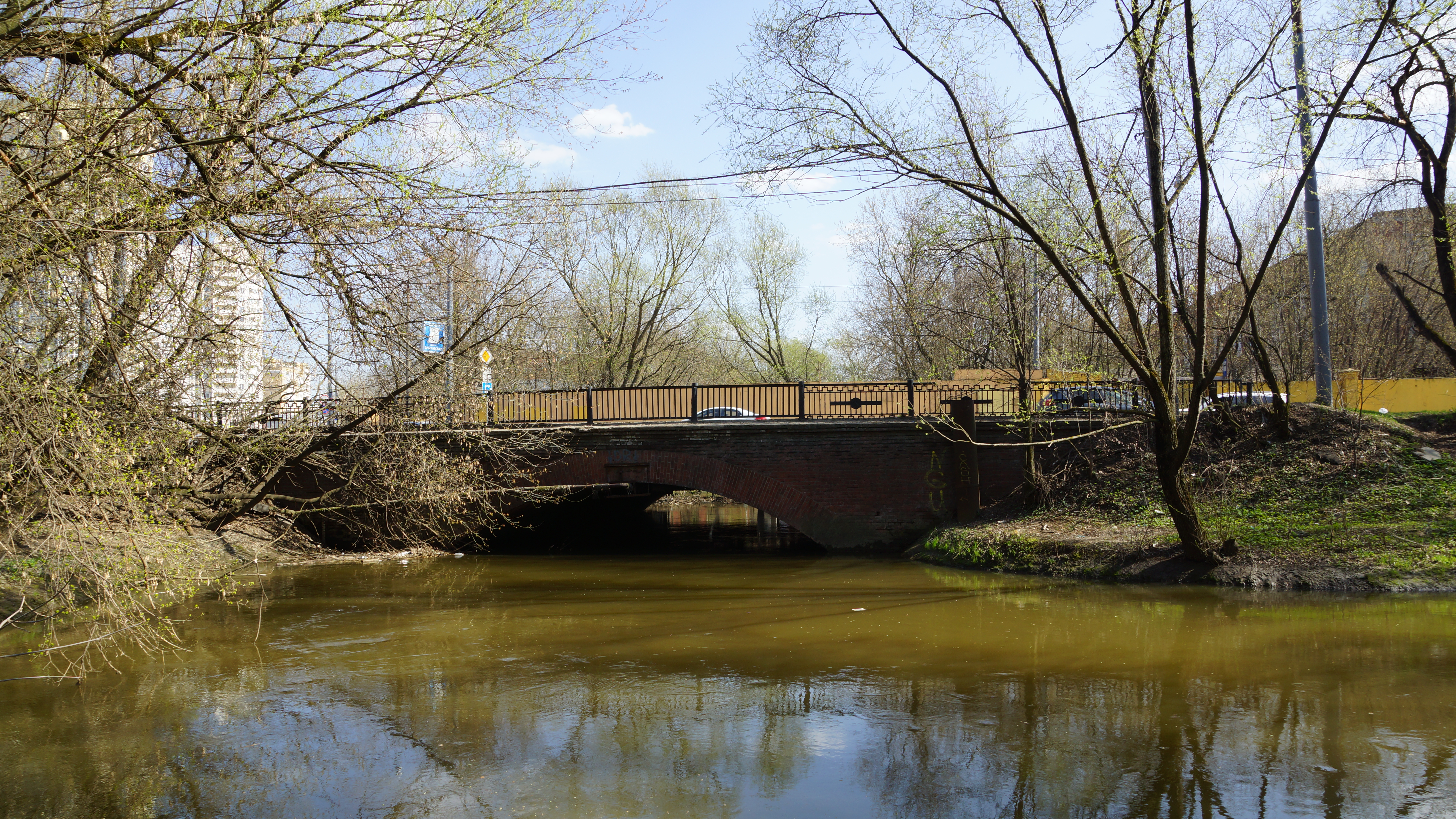
Богатырский мост, от которого получила название улица

## Расположение
Улица Богатырский Мост является продолжением 6-го Лучевого просека. Начинается от перекрёстка с Богородским шоссе (справа) и Ростокинским проездом (слева). Слева прилегает Белокаменное шоссе. После него улица продолжается как 1-й Белокаменный проезд. Справа прилегает Краснобогатырская улица. В ноябре 2020 года улица была продлена за счёт Проектируемого проезда № 969.

## Транспорт
По улице проходят трамваи №№ 4, 11, автобус № 311.